# 国際大会における日本のサッカークラブ
国際大会における日本のサッカークラブでは、国際大会における日本のサッカークラブの立ち位置・出場履歴・成績等についてを記述する。

## FIFAクラブワールドカップ
出場資格は、AFCチャンピオンズリーグエリート優勝、またはAFCクラブコンペティションランキング最上位、または開催国リーグ優勝が条件となっている。
| 年度 | ACLE優勝枠 AFCクラブランキング最上位枠 | ACLE優勝枠 AFCクラブランキング最上位枠 | 開催国枠 | 開催国枠 |
| 年度 | クラブ名                               | 結果                                   | クラブ名 | 結果     |
| ---- | -------------------------------------- | -------------------------------------- | -------- | -------- |
| 2007 | 浦和                                   | 3位                                    |          |          |
| 2008 | G大阪                                  | 3位                                    |          |          |
| 2011 |                                        |                                        | 柏       | 4位      |
| 2012 |                                        |                                        | 広島     | 5位      |
| 2015 |                                        |                                        | 広島     | 3位      |
| 2016 |                                        |                                        | 鹿島     | 準優勝   |
| 2017 | 浦和                                   | 5位                                    |          |          |
| 2018 | 鹿島                                   | 4位                                    |          |          |
| 2023 | 浦和                                   | 4位                                    |          |          |
| 2025 | 浦和                                   | GS敗退                                 |          |          |

※ 2007年大会から2023年大会までは7チーム参加。2025年大会より32チーム参加

## アジアカップウィナーズカップ
日本では天皇杯の優勝クラブが対象となっていた。優勝クラブがリーグ戦と同一の場合は、基本的に天皇杯の準優勝クラブが繰り上がっていた。
ただし、アジアクラブ選手権との兼ね合いなどで次のような不参加および代替クラブの参加例がある。
- 1990-91（第1回）第69回天皇杯全日本サッカー選手権大会優勝の日産自動車は日本サッカーリーグも優勝しており、日程調整がつかずに不参加となった。日本からの代替出場クラブもなかった。
- 1991-92（第2回）第70回天皇杯全日本サッカー選手権大会優勝の松下電器は出場を辞退したため、準優勝の日産自動車が出場した。
- 1999-00（第10回）第78回天皇杯全日本サッカー選手権大会優勝の横浜フリューゲルスが横浜マリノスとの吸収合併に伴い消滅（継承したF・マリノスへの代替出場も認められなかった）したため、準優勝の清水エスパルスが出場した。
- 2001-02（第12回）第80回天皇杯全日本サッカー選手権大会優勝の鹿島アントラーズが同年のJリーグも優勝していたため、準優勝の清水エスパルスが出場した。

前回優勝クラブがシード出場となるため、1995-96、1996-97、2000-01シーズンは前年度天皇杯優勝クラブと合わせた2クラブがエントリーした。
| 年度    | 天皇杯優勝枠 | 天皇杯優勝枠 | 前回優勝枠 | 前回優勝枠 |
| 年度    | クラブ名     | 結果         | クラブ名   | 結果       |
| ------- | ------------ | ------------ | ---------- | ---------- |
| 1990-91 | 不参加       | 不参加       |            |            |
| 1991-92 | 日産         | 優勝         |            |            |
| 1992-93 | 横浜M        | 優勝         |            |            |
| 1993-94 | 横浜M        | 途中棄権     |            |            |
| 1994-95 | 横浜F        | 優勝         |            |            |
| 1995    | 平塚         | 優勝         | 横浜F      | 3位        |
| 1996-97 | 名古屋       | 準優勝       | 平塚       | ベスト8    |
| 1997-98 | V川崎        | ベスト8      |            |            |
| 1998-99 | 鹿島         | 3位          |            |            |
| 1999-00 | 清水         | 優勝         |            |            |
| 2000-01 | 名古屋       | ベスト8      | 清水       | 3位        |
| 2001-02 | 清水         | ベスト8      |            |            |

## アジアスーパーカップ
アジアクラブ選手権とアジアカップウィナーズカップの優勝クラブが出場した。
| 年度 | ACC優勝枠 | ACC優勝枠 | ACWC優勝枠 | ACWC優勝枠 |
| 年度 | クラブ名  | 結果      | クラブ名   | 結果       |
| ---- | --------- | --------- | ---------- | ---------- |
| 1995 |           |           | 横浜F      | 優勝       |
| 1996 |           |           | 平塚       | 準優勝     |
| 1997 |           |           |            |            |
| 1998 |           |           |            |            |
| 1999 | 磐田      | 優勝      |            |            |
| 2000 |           |           | 清水       | 準優勝     |
| 2001 |           |           |            |            |
| 2002 |           |           |            |            |

## A3チャンピオンズカップ
日本ではJ1リーグの優勝クラブが対象となり、日本で開催される場合は、開催国枠としてJリーグカップの優勝クラブを加えた2クラブが出場した。
| 年度 | リーグ優勝枠 | リーグ優勝枠 | 開催国枠 | 開催国枠 |
| 年度 | クラブ名     | 結果         | クラブ名 | 結果     |
| ---- | ------------ | ------------ | -------- | -------- |
| 2003 | 磐田         | 4位          | 鹿島     | 優勝     |
| 2004 | 横浜FM       | 2位          |          |          |
| 2005 | 横浜FM       | 3位          |          |          |
| 2006 | G大阪        | 2位          | 千葉     | 3位      |
| 2007 | 浦和         | 3位          |          |          |

## 極東クラブ選手権
日本ではJリーグの優勝クラブが対象となっていた。
| 年度 | リーグ優勝枠 | リーグ優勝枠 |
| 年度 | クラブ名     | 結果         |
| ---- | ------------ | ------------ |
| 1998 | 磐田         | 3位          |

## アフロアジアクラブ選手権
アジアクラブ選手権優勝クラブが出場し、アフリカチャンピオンズカップの優勝クラブと対戦した。
| 年度 | ACC優勝枠 | ACC優勝枠 |
| 年度 | クラブ名  | 結果      |
| ---- | --------- | --------- |
| 1987 | 古河電工  | 準優勝    |
| 1988 | 読売      | 準優勝    |

## パンパシフィックチャンピオンシップ
日本からはナビスコカップ優勝クラブが出場した。
| 年度 | ナビスコ杯優勝枠 | ナビスコ杯優勝枠 |
| 年度 | クラブ名         | 結果             |
| ---- | ---------------- | ---------------- |
| 2008 | G大阪            | 優勝             |

## 国際女子サッカークラブ選手権
日本からはなでしこリーグ優勝クラブとなでしこリーグカップ優勝クラブが出場した。
| 年度 | リーグ優勝枠 | リーグ優勝枠 | リーグカップ優勝枠 | リーグカップ優勝枠 |
| 年度 | クラブ名     | 結果         | クラブ名           | 結果               |
| ---- | ------------ | ------------ | ------------------ | ------------------ |
| 2012 | 神戸         | 準優勝       | 日テレ             | 3位                |
| 2013 | 神戸         | 優勝         | 日テレ             | 5位                |
| 年度 | 第1代表      | 第1代表      | 第2代表            | 第2代表            |
| 年度 | クラブ名     | 結果         | クラブ名           | 結果               |
| 2014 | 浦和         | 3位          | 湯郷               | 4位                |

## AFC女子チャンピオンズリーグ
なでしこリーグ→WEリーグ優勝クラブが出場する。
| 年度    | リーグ優勝枠 | リーグ優勝枠 |
| 年度    | クラブ名     | 結果         |
| ------- | ------------ | ------------ |
| 2019    | 日テレ       | 優勝         |
| 2023    | 浦和         | 優勝         |
| 2024/25 | 浦和         | ベスト8      |

## 日韓女子リーグチャンピオンシップ
なでしこリーグ優勝クラブが出場した。
| 年度 | リーグ優勝枠 | リーグ優勝枠 |
| 年度 | クラブ名     | 結果         |
| ---- | ------------ | ------------ |
| 2010 | 浦和         | 優勝         |
| 2011 | 日テレ       | 優勝         |
| 2012 | 神戸         | 優勝         |